# Idrætsforeningen Urania
Idrætsforeningen Urania er en nu ikke længere eksisterende idrætsforening i København. Foreningen fik sit navn efter Urania, som i græsk mytologi er astronomiens muse. 
Idrætsforeningen blev stiftedes 20. september 1895 af Carl Jacobsen, Adolf Salversen og Christian Jacobsen, der alle tre var i 14 års-alderen. De agiterede for nye medlemmer blandt eleverne i Gasværkvejens Skole og havde klubben boldsport (langbold), løb/fodsport (atletik) og "turistture" ikke mindst natture i Nordsjællands skove, på programmet. Sommeren 1896 suppleredes aktiviteterne med gang- og springøvelser. Klubben havde flere dyster bl.a. mod Idrætsforeningen Enighed, som man besejrer, hvilket får Enighedens medlemmer med at søge till i Urania, der herefter kalder sig Idrætsklubben Urania mod tidligere Idrætsforeningen.
I 10-året, 1905, var klubben blandt Danmarks bedste og sikrest funderede atletikklubber. 
Klubben havde fra starten sin træning i Søndermarken dom også benyttedes i klubbens 10 års-jubilæumsår. 1997-1998 havde klubben Frederiksberg Slotsplads som træningsplads, som man deler med Københavns Amatør Forening.
Urania får derefter sin spilleplads (bane) i den del af Fælleden, der indrammes af Østre Allé og Blegdamsvej.

## OL-deltagere i atletik
1912 Stockholm 
- Fritz Bøchen Vikke
  - Stangspring

## Danske mesterskaber i atletik
Denne liste er ufuldstændig; hjælp gerne med at udfylde den.
- Guld 1912 Fritz Bøchen Vikke Stangspring 3,05
- Guld 1910 Fritz Bøchen Vikke Stangspring 3,27
- Bronze 1909 Fritz Bøchen Vikke Stangspring 2,84
- Guld 1908 Fritz Bøchen Vikke Stangspring 3,155
- Bronze 1904 Fritz Bøchen Vikke Stangspring 2,83
- Sølv 1904 Fritz Bøchen Vikke Spydkast 34,70
- Bronze 1903 Fritz Bøchen Vikke Længdespring 5,81